# Liste des circonscriptions électorales du Wiltshire
Le Comté cérémoniel du Wiltshire (qui comprend l'Autorité unitaire de Swindon) est divisé en 7 Circonscription parlementaire - ils sont tous County constituencies.

## Circonscription
- † Conservateur
- ‡ Travailliste
- ¤ Libéral Démocrate
- UKIP

| Circonscription         | Électeur | Majorité | Member of Parliament | Member of Parliament | Opposition | Opposition      | Map |
| ----------------------- | -------- | -------- | -------------------- | -------------------- | ---------- | --------------- | --- |
| Chippenham CC           | 74,218   | 10,076   |                      | Michelle Donelan†    |            | Duncan Hames¤   |     |
| Devizes CC              | 69,205   | 20,751   |                      | Claire Perry†        |            | David Pollitt   |     |
| North Swindon CC        | 80,983   | 11,786   |                      | Justin Tomlinson†    |            | Mark Dempsey‡   |     |
| North Wiltshire CC      | 67,851   | 21,046   |                      | James Gray†          |            | Brian Matthew¤  |     |
| Salisbury CC            | 69,582   | 20,421   |                      | John Glen†           |            | Tom Corbin‡     |     |
| South Swindon CC        | 73,926   | 5,785    |                      | Robert Buckland†     |            | Anne Snelgrove‡ |     |
| South West Wiltshire CC | 73,018   | 18,168   |                      | Andrew Murrison†     |            | Matthew Brown   |     |

## Changements de limites
La Commissions a recommandé que le comté devrait être
divisé en sept circonscriptions .
Ces changements ont été apportés pour l'Élections générales de 2010.
Limites des circonscriptions actuelles
| Nom | Nouvelles limites |
| --- | ----------------- |
| 1. Chippenham CC 2. Devizes CC 3. North Swindon CC 4. North Wiltshire CC 5. Salisbury CC 6. South Swindon CC 7. South West Wiltshire CC | Proposed Revision |

Ancienne limites des circonscriptions électorales
| Nom | Limites précédentes                       |
| --- | ----------------------------------------- |
| 1. Devizes CC 2. North Swindon CC 3. North Wiltshire CC 4. Salisbury CC 5. South Swindon CC 6. Westbury CC | Parliamentary constituencies in Wiltshire |

## Résultats

1974 Fev
1974 Oct
1979
1983
1987
1992
1997
2001
2005
2010
2015
2017

## Représentation historique par parti
Une cellule marquée → (avec un arrière-plan de couleur différente de la cellule précédente) indique que le parlementaire précédent a continué de siéger sous un nouveau parti.

### 1885 à 1918
| Circonscription | 1885      | 1886   | 1892              | 1895              | 97                | 98                | 00              | 1900            | 05          | 1906    | Jan 1910       | Dec 1910       | 11             | 18             |
| --------------- | --------- | ------ | ----------------- | ----------------- | ----------------- | ----------------- | --------------- | --------------- | ----------- | ------- | -------------- | -------------- | -------------- | -------------- |
| Westbury        | Fuller    | Fuller | Fuller            | Chaloner          | Chaloner          | Chaloner          | Chaloner        | Fuller          | Fuller      | Fuller  | Fuller         | Fuller         | Howard         | Howard         |
| Cricklade       | Maskelyne | →      | Husband           | Hopkinson         | Hopkinson         | Fitzmaurice       | Fitzmaurice     | Fitzmaurice     | Fitzmaurice | Massie  | Calley         | Lambert        | Lambert        | Lambert        |
| Chippenham      | Fletcher  | Bruce  | Dickson-Poynder   | Dickson-Poynder   | Dickson-Poynder   | Dickson-Poynder   | Dickson-Poynder | Dickson-Poynder | →           | →       | Terrell        | Terrell        | Terrell        | Terrell        |
| Devizes         | Long      | Long   | Hobhouse          | Goulding          | Goulding          | Goulding          | Goulding        | Goulding        | Goulding    | Rogers  | Peto           | Peto           | Peto           | Peto           |
| Salisbury       | Grenfell  | Hulse  | Hulse             | Hulse             | Allhusen          | Allhusen          | Allhusen        | Palmer          | Palmer      | Tennant | Locker-Lampson | Locker-Lampson | Locker-Lampson | Locker-Lampson |
| Wilton          | Grove     | →      | Pleydell-Bouverie | Pleydell-Bouverie | Pleydell-Bouverie | Pleydell-Bouverie | J. Morrison     | J. Morrison     | J. Morrison | Morse   | Bathurst       | Bathurst       | Bathurst       | H. Morrison    |

### 1918 à 1974
| Circonscription | 1918        | 1922        | 1923       | 1924        | 27          | 1929        | 31                  | 1931                | 34                  | 1935                | 42          | 43          | 1945        | 1950        | 1951        | 1955        | 1959        | 62          | 64          | 1964        | 65          | 1966        | 69          | 1970        |
| --------------- | ----------- | ----------- | ---------- | ----------- | ----------- | ----------- | ------------------- | ------------------- | ------------------- | ------------------- | ----------- | ----------- | ----------- | ----------- | ----------- | ----------- | ----------- | ----------- | ----------- | ----------- | ----------- | ----------- | ----------- | ----------- |
| Chippenham      | Terrell     | Bonwick     | Bonwick    | Cazalet     | Cazalet     | Cazalet     | Cazalet             | Cazalet             | Cazalet             | Cazalet             | Cazalet     | Eccles      | Eccles      | Eccles      | Eccles      | Eccles      | Eccles      | Awdry       | Awdry       | Awdry       | Awdry       | Awdry       | Awdry       | Awdry       |
| Westbury        | Palmer      | Darbishire  | Darbishire | Shaw        | Long        | Long        | Long                | Grimston            | Grimston            | Grimston            | Grimston    | Grimston    | Grimston    | Grimston    | Grimston    | Grimston    | Grimston    | Grimston    | Grimston    | Walters     | Walters     | Walters     | Walters     | Walters     |
| Devizes         | Bell        | Bell        | Macfadyen  | Hurd        | Hurd        | Hurd        | Hurd                | Hurd                | Hurd                | Hurd                | Hurd        | Hurd        | Hollis      | Hollis      | Hollis      | Pott        | Pott        | Pott        | C. Morrison | C. Morrison | C. Morrison | C. Morrison | C. Morrison | C. Morrison |
| Salisbury       | H. Morrison | H. Morrison | Moulton    | H. Morrison | H. Morrison | H. Morrison | Despencer-Robertson | Despencer-Robertson | Despencer-Robertson | Despencer-Robertson | J. Morrison | J. Morrison | J. Morrison | J. Morrison | J. Morrison | J. Morrison | J. Morrison | J. Morrison | J. Morrison | J. Morrison | Hamilton    | Hamilton    | Hamilton    | Hamilton    |
| Swindon         | Young       | Banks       | Banks      | Banks       | Banks       | Addison     | Addison             | Banks               | Addison             | Wakefield           | Wakefield   | Wakefield   | Reid        | Reid        | Reid        | Noel-Baker  | Noel-Baker  | Noel-Baker  | Noel-Baker  | Noel-Baker  | Noel-Baker  | Noel-Baker  | Ward        | Stoddart    |

### 1974 à aujourd’hui
| Circonscription                        | Fev 1974 | Oct 1974 | 1979     | 1983     | 1987     | 1992    | 1997   | 2001     | 2005      | 2010      | 2015      | 2017      |
| -------------------------------------- | -------- | -------- | -------- | -------- | -------- | ------- | ------ | -------- | --------- | --------- | --------- | --------- |
| Chippenham (2010)                      |          |          |          |          |          |         |        |          |           | Hames     | Donelan   | Donelan   |
| Chippenham / N Wiltshire (1983)        | Awdry    | Awdry    | Needham  | Needham  | Needham  | Needham | Gray   | Gray     | Gray      | Gray      | Gray      | Gray      |
| Devizes                                | Morrison | Morrison | Morrison | Morrison | Morrison | Ancram  | Ancram | Ancram   | Ancram    | Perry     | Perry     | Perry     |
| Salisbury                              | Hamilton | Hamilton | Hamilton | Key      | Key      | Key     | Key    | Key      | Key       | Glen      | Glen      | Glen      |
| Westbury / South West Wiltshire (2010) | Walters  | Walters  | Walters  | Walters  | Walters  | Faber   | Faber  | Murrison | Murrison  | Murrison  | Murrison  | Murrison  |
| Swindon / South Swindon (1997)         | Stoddart | Stoddart | Stoddart | Coombs   | Coombs   | Coombs  | Drown  | Drown    | Snelgrove | Buckland  | Buckland  | Buckland  |
| North Swindon (1997)                   |          |          |          |          |          |         | Wills  | Wills    | Wills     | Tomlinson | Tomlinson | Tomlinson |